# Estatus político del Sahara Occidental

Muros marroquíes en el territorio del Sahara Occidental, durante la guerra del Sahara Occidental (1975-1991). En amarillo, el territorio bajo control del Frente Polisario.

Sahara Occidental
Apoya o valora la propuesta de autonomía de Marruecos
Mantiene relaciones diplomáticas con la República Saharaui o la reconoce
Reconoce la autodeterminación del pueblo saharaui, pero no reconoce a la República Saharaui ni mantiene relaciones diplomáticas con ella
Retiró o congeló el reconocimiento de la República Saharaui sin expresar apoyo a la reivindicación de Marruecos
No ha expresado ninguna posición o ha expresado opiniones contradictorias

El estatus político del Sahara Occidental y la cuestión de su soberanía son objetos de controversia. Es uno de los diecisiete integrantes de la lista de territorios no autónomos de las Naciones Unidas bajo supervisión de su Comité Especial de Descolonización.
Para la ONU la potencia administradora sigue siendo España, pero lo cierto es que al firmar los Acuerdos de Madrid de 1975 y al retirarse del territorio en 1976 este país trató de renunciar a la administración del Sahara Occidental y a toda responsabilidad internacional sobre el territorio. Sin embargo, la doctrina internacional entiende que esa renuncia no fue válida por impedir el ejercicio del derecho a la autodeterminación del pueblo saharaui y permitir la ocupación del territorio por parte de Marruecos, por lo que España sigue siendo de iure potencia administradora del territorio y, por tanto, debería cumplir con las obligaciones previstas en los artículos 73 y 74 de la Carta de las Naciones Unidas.
Su soberanía es reclamada actualmente por el Reino de Marruecos y la República Árabe Saharaui Democrática, que se disputan el control de la totalidad del territorio. Como se ha señalado anteriormente, en la actualidad el título de soberanía lo ostenta España de pleno Derecho, pero de facto Marruecos está ejerciendo dicha soberanía al tener ocupado ilegalmente el 80 % del territorio.

## Antecedentes
La Corte Internacional de Justicia, a través de la opinión consultiva del 16 de octubre de 1975, estableció por unanimidad que el Sahara Occidental en el momento de su colonización por España no era un territorio sin dueño (terra nullius) y que ni Marruecos ni Mauritania tenían derechos de soberanía sobre el territorio del Sahara Occidental. Además, dictaminó que seguía, por tanto, siendo de aplicación la resolución 1514 (XV) de la Asamblea General de las Naciones Unidas, sobre la concesión de la independencia a los países y pueblos coloniales:

Los elementos e informaciones puestos en conocimiento de la Corte indican que en el momento de la colonización española existían vínculos jurídicos de subordinación entre el Sultán de Marruecos y ciertas tribus que vivían en el territorio del Sáhara Occidental. Indican además la existencia de derechos, incluidos ciertos derechos sobre la tierra, que constituían vínculos jurídicos entre el complejo mauritano, en el sentido en que lo entiende la Corte, y el territorio del Sáhara Occidental. En cambio, la Corte llegó a la conclusión de que los elementos e informaciones puestos a su disposición no demostraban la existencia de ningún vínculo de soberanía territorial entre el territorio del Sáhara Occidental, por una parte, y el Reino de Marruecos o el complejo mauritano, por la otra. Por lo tanto, la Corte no comprobó que existieran vínculos jurídicos capaces de modificar la aplicación de la resolución 1514 (XV) en lo que se refiere a la descolonización del Sahara Occidental y, en particular, a la aplicación del principio de la libre determinación mediante la expresión libre y auténtica de la voluntad de las poblaciones del territorio.

No obstante, el mismo dictamen recogía:

No obstante, proporcionan indicaciones de que, en el periodo pertinente, existían vínculos jurídicos de lealtad entre el Sultán y algunos, pero solo algunos, de los pueblos nómadas del territorio, por conducto de los caídes Tekna de la región Noun, y muestran que el Sultán ejercía, y otros Estados reconocían que poseía, cierta autoridad o influencia respecto de esas tribus.

Lo que sirvió de pretexto a Marruecos para organizar la Marcha Verde, cuyo resultado fue la firma del Acuerdo Tripartito de Madrid del 14 de noviembre de 1975, que entró en vigor por la Ley 40/1975, de 19 de noviembre, sobre descolonización del Sahara, por la que España trató de llevar a cabo la liquidación efectiva de su administración en el territorio del Sahara Occidental.
El 26 de febrero de 1976, coincidiendo con la salida de los últimos militares del territorio, España comunicó al secretario general de la ONU que a partir de dicha fecha daba por terminada su presencia en el territorio del Sáhara y hacía constar que a partir de ese momento se consideraba exenta de toda responsabilidad de carácter internacional en relación con la administración del territorio puesto que había cesado su participación en la administración temporal establecida para el mismo.
No obstante todo lo anterior, la doctrina internacional entiende que esa renuncia de la soberanía y de la administración del Sahara Occidental por parte de España no fue válida por impedir el ejercicio del derecho a la autodeterminación del pueblo saharaui y permitir la ocupación del territorio por parte de Marruecos, por lo que España sigue siendo de iure potencia administradora del Sahara Occidental, y, por tanto, debería cumplir con las obligaciones previstas en los artículos 73 y 74 de la Carta de las Naciones Unidas. Esta posición es también defendida por la ONU así como por los órganos jurisdiccionales españoles.

## Conflicto entre Marruecos y la República Árabe Saharaui Democrática

### Guerra del Sahara Occidental
Un día después de haber puesto fin a la presencia española en el Sahara Occidental, el Frente Polisario (Frente Popular de Liberación de Saguía el Hamra y Río de Oro) proclamó el 27 de febrero de 1976 la República Árabe Saharaui Democrática (RASD) como un gobierno en el exilio, pues el territorio del Sahara Occidental se dividió de facto entre Marruecos y Mauritania a raíz de la invasión militar de ambos países y el posterior acuerdo marroquí-mauritano de Rabat que fijó las fronteras el 14 de abril de ese año. Por este acuerdo, Marruecos se anexionó los dos tercios ubicados en el norte de la zona en una línea que iba del norte de Villa Cisneros hacia Zuérate, a pesar de la presión del ejército convencional saharaui y sus comandos de guerrilla a lo largo de todo el desierto. El 5 de agosto de 1979, Mauritania renunció en los Acuerdos Argel a sus pretensiones en el Sahara Occidental, y cuando evacuó sus tropas su territorio fue ocupado por las tropas marroquíes, no obstante, Mauritania mantuvo una guarnición en La Güera para evitar el avance marroquí sobre Cabo Blanco.
Marruecos trató de parar los éxitos militares y diplomáticos del Frente Polisario. Por un lado emprendió en 1981 la construcción de un muro defensivo con minas antipersona que divide actualmente el territorio del Sáhara Occidental, y por el que a través de sucesivas ampliaciones le permite controlar las tres cuartas partes al oeste del mismo. La porción oriental, prácticamente deshabitada, está controlada por el Frente Polisario, excepto la ciudad de La Güera controlada por Mauritania. Por otro lado, Marruecos trató de impedir la entrada de la RASD en la OUA: en la XVII cumbre en Freetown (agosto de 1980)  lo pudo impedir, pero en la XVIII cumbre en Nairobi (junio de 1981), el rey Hasán II de Marruecos anunció que aceptaba el referéndum de autodeterminación como medio de solución del conflicto armado, para así impedir la entrada de la RASD en la organización. No fue así, la OUA se implicó en esta vía y en consecuencia admitió a las RASD en el Consejo de Ministros de la OUA en febrero de 1982. Marruecos consiguió boicotear la XIX cumbre en Trípoli (agosto de 1982) y no puedo ser reasumida hasta junio de 1983 en Adís Abeba, siempre que se excluyera a la RASD, pero en la XX cumbre en Adís Abeba (noviembre de 1984) finalmente se llevó a cabo la incorporación de la RASD y Marruecos se retiró de la organización, ya que no podía admitir la existencia y legitimidad de la RASD.

### Plan de Arreglo
La Guerra del Sahara Occidental entre Marruecos y RASD proseguía mientras tanto, pero el agotamiento militar llevó a ambas partes a iniciar las negociaciones y el 30 de agosto de 1988 aceptaron por separado la propuesta de la OUA y la ONU para el cese del fuego y celebración de un referéndum con dos propuestas, o independencia o integración en Marruecos. Del resultado de las negociaciones resultó el Plan de Arreglo que se materializó en las resoluciones 658 (1990) y 690 (1991), por las que establecía el poner fin al conflicto con un cese del fuego —que se estableció posteriormente para el 6 de septiembre de 1991—, la realización de un referéndum de autodeterminación para elegir «entre la independencia y la integración con Marruecos» tomando como base el censo realizado por España en 1974, y la creación de la Misión para la Organización de un Referéndum en el Sahara Occidental (MINURSO) con el cometido de actualizar el censo de votantes, vigilar la reducción de las tropas marroquíes del territorio y llevar a cabo la realización del referéndum para enero de 1992.
La MINURSO fue la encargada de establecer el censo de votantes, y para ello tomó como base el censo realizado por los españoles en 1974, pero tal censo se había llevado a cabo con rapidez, con errores dada la dificultad de registrar a la población nómada (que suponía un 20% en esa época), pero además el censo español detallaba la cabila de los censados, y en una de esas categorías se introducía un campo (H) para las cabilas de origen marroquí, y es aquí donde Marruecos se negó a aceptar esa lista y trató de introducir 170 000 nuevos votantes sobre la base que habían sido beduinos obligados a huir del colonialismo, como el de la Operación Écouvillon. Esto se materializó con la introducción de nueva población en el Sahara Occidental con el pretexto de «facilitar» su identificación, además de mantener sus tropas en el territorio y obstaculizar la labor de la MINURSO. Los mecanismos de establecimiento del censo se dilataron a lo largo de la década con interrupciones e incluso de acusaciones de debilidad de MINURSO ante Marruecos.
Tras los acuerdos de Houston de septiembre de 1997 —formalizado en la resolución 1133 (1997)—, el proceso de identificación se reanudó en diciembre, para hacer el referéndum el 31 de julio de 2000. MINURSO finalizó el censo provisional en diciembre de 1999 y lo publicó el 17 de enero de 2000, en él constaba que los saharauis con derecho a voto eran 86 412, pero Marruecos introdujo 131 038 apelaciones de modo que el referéndum se volvía a paralizar. Ante esto, el secretario general de la ONU, Kofi Annan expresó el 17 de febrero de 2000 en su informe S/2000/131 al Consejo de Seguridad, sus dudas a que se celebrara un referéndum y que si este llegare a producirse y no fuera aceptado por la parte perdedora no existía ningún poder coercitivo para aplicarlo. Así mismo, planteó en su informe S/2000/683 de 12 de julio de 2000, la posibilidad de alternativas al proceso del referéndum y buscar la solución por la vía política.

### Planes Baker I y Baker II
En la conferencia de Berlín de septiembre de 2000 Marruecos cambió el rumbo de los acontecimientos y ofreció discutir con el Frente Polisario una solución fuera del Plan de Arreglo, en la que garantizaba la autonomía al territorio del Sahara Occidental. En junio de 2001 el secretario general de Naciones Unidas presentó en su informe S/2001/613 al Consejo de Seguridad el «Acuerdo Marco sobre el estatuto del Sahara Occidental» (denominado informalmente como Plan Baker I, por James Baker, enviado personal del secretario general de Naciones Unidas). El Plan Baker I establecía una solución política en la que como máximo durante cinco años Marruecos y la «población del Sahara Occidental» compartirían competencias en el territorio, por la parte saharaui, los habitantes que habían estado residiendo en el territorio desde 1998, más los refugiados de los campos de Tinduf establecidos en la lista de repatriación de ACNUR del año 2000, elegirían una Asamblea legislativa sobre competencias en la región (educación, impuestos, agricultura, minería, pesca, industria…) pero con leyes que respetasen la Constitución de Marruecos, mientras que Marruecos se encargaría de las fronteras, relaciones exteriores, defensa, o de seleccionar a los jueces, y también se extendería la moneda, bandera o servicios de comunicación postal y telecomunicaciones sobre el Sahara Occidental. Antes del término de cinco años se llevaría a cabo un referéndum en el participarían los residentes en el territorio un año antes ese tiempo. A diferencia del plan de Arreglo no se planteaba un referéndum sobre la independencia del territorio sino sobre su estatus. Tanto Argelia como el Frente Polisario rechazaron este Plan, mientras que Marruecos se mostró receptivo y dispuesto a estudiarlo.
A pesar de los intentos para acercar posturas, el informe del secretario general al Consejo de Seguridad S/2002/178 de 19 de febrero de 2002, reflejaba el estancamiento de la situación. De nuevo, con el apoyo del Consejo de Seguridad, James Baker planteó una reforma del Acuerdo Marco, que fue presentada por el secretario general ante el Consejo de Seguridad en su informe S/2003/565 de 23 de mayo de 2003, es el Plan de Paz para la libre determinación del pueblo del Sahara Occidental”, denominado informalmente como Plan Baker II. Este plan Baker II establecía una Autoridad del Sahara Occidental, en la que le mantenía las competencias de la Asamblea legislativa del Plan Baker I así como las de Marruecos sobre el Sahara Occidental, pero establecía diferencias, así la Asamblea legislativa pasaba a ser elegida o por el censo provisional de diciembre de 1999 o por la lista de repatriados establecida por ACNUR en octubre de 2000, y sus disposiciones acorde con las normas de derechos humanos reconocidos internacionalmente, y Marruecos ya no designaría los jueces para los tribunales del Sahara Occidental y no podría llevar las relaciones exteriores concernientes al Sahara Occidental sin consultárselo a la Autoridad del Sahara Occidental. Entre los cuatro y cinco años de aplicarse este Plan se llevaría a cabo un referéndum en el que los votantes podrían ser o los ya incluidos en el censo provisional de diciembre de 1999, o los que figuraban en la lista de repatriados de ACNUR de octubre de 2000 o los que llevaran residiendo fehacientemente desde diciembre de 1999 y corroborados por Naciones Unidas; las opciones a elegir serían la independencia, la integración plena en Marruecos, y la posibilidad de añadir otras opciones convenidas entre Marruecos y la Autoridad del Sahara Occidental. Este plan fue aceptado por el Frente Polisario en julio de 2003 pero fue rechazado por Marruecos en abril de 2004.

### Tercera vía
Ante el fracaso del Plan Baker II, James Baker renunció y la situación en el Sahara Occidental permaneció estancada hasta que el 11 de abril de 2007, Marruecos presentó su «tercera vía», una propuesta de autonomía para el territorio en la que permitiría una autonomía local para el ámbito administrativo, económico, fiscal, cultural, infraestructuras y medioambiental, a la vez que mantendría la soberanía marroquí, que junto con la bandera y moneda abarcaría la explotación de recursos naturales, relaciones exteriores, defensa, poder judicial, o cuestiones religiosas y constitucionales, y una vez acordado se votaría; mientras, el Polisario presentó su propuesta e indicó que el Sahara Occidental es un proceso de descolonización que solo puede resolverse ejerciendo el derecho a la autodeterminación a través de un referéndum popular con opción a la independencia, por ello se mantenían de acuerdo con el plan Baker II, estableciendo unas garantías para los intereses marroquíes a través de una  relación económica y comercial con Marruecos en el caso de alcanzar la independencia.
Peter van Walsum, el nuevo enviado personal del secretario general, renunció a redactar un nuevo plan de paz, porque Marruecos rechazaría cualquier proyecto que incluyera la independencia, punto que sería inaceptable para la ONU, por lo que dejó el asunto a la vía política. La resolución 1754 (2007) del Consejo de Seguridad llamó a las partes a iniciar negociaciones sin precondiciones para buscar una solución política. Las Negociaciones de Manhasset tuvieron en cuatro sesiones entre junio de 2007 y marzo de 2008, pero no hubo avances en vista de las irreconciliables posturas sobre la aceptación/denegación de la autodeterminación como vía de finalizar el conflicto, puesto que las actuaciones en esas negociaciones las partes en conflicto se limitaron a reafirmar sus posiciones y expresar a van Walsum sus propuestas, pero sin debatirlas y sin contactar entre ellos.
Ante las conclusiones de Peter van Walsum ante el Consejo de Seguridad el 21 de abril de 2008 de que la independencia del Sahara Occidental no era una opción realista y que el Polisario debía renunciar a la misma a pesar de que tenía la legalidad internacional. El Frente Polisario pidió al secretario general su sustitución o abandonaría las conversaciones con Marruecos.
Walsum fue cesado en agosto de 2008 y Christopher Ross, el nuevo enviado personal del secretario general, fue preparando reuniones con las dos partes de una manera informal (con Argelia y Mauritania asistiendo como observadores) en nueve rondas desde agosto de 2009 hasta marzo de 2012 pero solo se centraron en cuestiones secundarias y no en solucionar el conflicto. Desde entonces Christopher Ross ha reorientado su actuación en incluir a miembros de la sociedad civil, líderes políticos o disidentes, en mejorar las relaciones entre Marruecos y Argelia y en llevar a cabo una diplomacia itinerante e indirecta en los países de la zona.

### Otras propuestas
Se tratan de otras propuestas intermedias a las anteriores, realizadas por distintos colectivos de izquierda sudamericana, e incluso por Kofi Annan en el 2002, en la búsqueda de soluciones al conflicto. Es lo que se ha denominado "paz por territorios". Proponen un primer reconocimiento "limitado" de Marruecos de una RASD con unas fronteras que abarcarían el territorio comprendido entre el muro marroquí y la frontera norte de Mauritania, en dicho territorio se encuentran las poblaciones saharauis de Bir Lehlu, Tifariti, Meharrize y Bir Tiguisit. A cambio la RASD abandonaría la guerra y debe seguir reclamando el resto de sus territorios de manera democrática ante los organismos e instituciones internacionales. A ambos lados del muro marroquí, que serviría de primera frontera, se situaría la misión de la ONU con los cascos azules, quedando desmilitarizados los dos lados del muro en un espacio de dos kilómetros. El ejército de la RASD tendría las funciones militares de defensa correspondiente al nuevo estado con las nuevas fronteras reconocidas por Marruecos. En cuanto al resto de las actuales zonas liberadas, es decir las del sur, y sin reconocer como parte de la nueva RASD por Marruecos, seguirían siendo administradas por la RASD aunque serían los cascos azules y la ONU las que se encarguen de mantener la paz, siendo una zona "tampón" desmilitarizada. Los aparatos marroquíes tendrían cerrado al vuelo el espacio aéreo de la RASD reconocida y de las zonas liberadas del sur. El resto de la RASD ocupada por Marruecos quedaría provisionalmente como una autonomía con un parlamento y gobierno autónomo situado en El Aaiún similar al Kurdistán Iraquí.

## Posiciones de las partes

Cuatro formas en que el Sahara Occidental y Marruecos son representados en los mapas: [1] Marruecos y Sahara Occidental mostrados por separado. [2] Sahara Occidental mostrado como territorio en disputa. [3] Sahara Occidental mostrado por separado, pero abarcando solo las zonas controladas por la República Árabe Saharaui Democrática, mientras el resto es mostrado como parte de Marruecos. [4] Sahara Occidental mostrado como parte de Marruecos.

### Posición de la ONU
Para la ONU el Sahara Occidental es un territorio no autónomo desde 1965 por la resolución 2072 (XX) de la Asamblea General, y España sigue siendo potencia administradora del territorio. Así lo establece un informe jurídico (documento S/2002/161) dirigido al Presidente del Consejo de Seguridad de Naciones Unidas y fechado el 29 de enero de 2002, en su sexto párrafo:

El 14 de noviembre de 1975 España, Marruecos y Mauritania emitieron en Madrid una declaración de principios sobre el Sahara Occidental (el “Acuerdo de Madrid”), con arreglo al cual las facultades y responsabilidades de España, como Potencia administradora del Territorio, se transfirieron a una administración temporal tripartita. El Acuerdo de Madrid no transfirió la soberanía sobre el Territorio ni confirió a ninguno de los signatarios la condición de Potencia administradora, condición que España, por sí sola, no podía haber transferido unilateralmente. La transferencia de la autoridad administrativa sobre el territorio a Marruecos y Mauritania en 1975 no afectó la condición internacional del Sahara Occidental como Territorio no autónomo.

Ningún país reconoce formalmente la anexión marroquí, como admite el informe del secretario general de la ONU sobre la situación relativa al Sahara Occidental (19 de abril de 2006):

[...] ya que ello implicaría el reconocimiento de la soberanía de Marruecos sobre el Sahara Occidental, cosa que estaba fuera de cualquier consideración, dado que ningún Estado miembro de las Naciones Unidas había reconocido dicha soberanía.

De acuerdo con esto, la Audiencia Nacional de España se declaró competente para investigar la actuación de las fuerzas de seguridad del Reino de Marruecos contra los habitantes del asentamiento Gdeim Izik, instalado en las afuera de El Aaiún por las Protestas en el Sahara Occidental de 2010-2011, sobre la base que España es la potencia administradora del Sahara Occidental de iure aunque no de facto, y por tanto debe dar «dar protección, incluso jurisdiccional, a sus ciudadanos contra todo abuso».

### Posición de Marruecos
La posición oficial de Marruecos en este sentido es que la totalidad del Sahara Occidental es una parte integral de Marruecos. El gobierno marroquí se refiere al Sahara Occidental como "Sahara Marroquí", "provincias saharianas", "provincias del sur" o simplemente "Sahara". El reclamo de Marruecos sobre el territorio se basa en el hecho de que el Sahara Occidental forma parte del Gran Marruecos. La monarquía marroquí reclama que históricamente los lazos económicos, religiosos y militares entre Marruecos y los consejos tribales saharauis demuestran que Marruecos siempre ha ejercido la autoridad sobre el Sahara Occidental.
Marruecos también cita los esfuerzos conjuntos militares entre los saharauis y el Ejército Marroquí de Liberación del Sur contra los españoles en la década de 1950. Además, existen numerosos vínculos culturales e históricos entre los pueblos del sur de Marruecos y el pueblo del Sahara Occidental. Estos han sido enfatizados por los marroquíes para fortalecer sus reclamos territoriales.
Teniendo en cuenta que en la actualidad hay cientos de miles de marroquíes viviendo en el Sahara Occidental y que el gobierno marroquí ha ofrecido la autonomía al territorio, Marruecos se opone firmemente a una posible independencia para los saharauis. La posición de Marruecos es que cualquier mención de la independencia es inaceptable, ya que esto subvierte la integridad territorial del Estado marroquí. Marruecos considera que el conflicto emana más bien de la rivalidad histórica entre Argelia y Marruecos y el generoso apoyo que Argelia le ha proporcionado al Frente Polisario, que de cualquier legítimo deseo saharaui por la libertad o la independencia.
En 2007, Marruecos presentó su propuesta de solución al conflicto del Sahara Occidental ante las Naciones Unidas, pidiendo un referéndum que permitiría a los residentes del Sahara Occidental a votar en convertirse en una región autónoma del Reino. El gobierno marroquí insiste en que la autonomía es la solución más realista, basándose en el control que ya ejerce sobre gran parte de la región y sus demandas históricas sobre Sahara Occidental.
Para Marruecos el Sahara Occidental se ha convertido en un factor integrador en la política interior marroquí, sirviendo además de una excusa para mantener ciertas medidas represivas. Además, a Marruecos también lo mueven razones económicas (fosfatos, pesca y probablemente petróleo). Aunque ningún país reconoce oficialmente la soberanía marroquí sobre el Sahara Occidental, Marruecos cuenta con el respaldo de Francia y algunos países árabes, así como de elementos en el gobierno de Estados Unidos.

### Posición del Frente Polisario
El Frente Polisario ha basado sus objetivos reales en la consecución del derecho a la autodeterminación del pueblo saharaui como vía para la consecución de la independencia, basando sus reivindicaciones en el derecho internacional derivado de la Carta de las Naciones Unidas, las resoluciones de su Asamblea General y las decisiones del Tribunal Internacional de la Haya. Sin embargo, Marruecos considera que el Frente Polisario es un "títere" de Argelia, país con el que ha mantenido una rivalidad por varios años.

### Posición de Argelia
Después de la retirada de España y la ocupación de Marruecos y Mauritania, Argelia comenzó a apoyar la causa del el principio de autodeterminación de los pueblos y acogió a los refugiados saharauis, en Tinduf. Allí se encuentran los campos de refugiados de Tinduf, y las sedes de Frente Polisario y la RASD. Apoya las resoluciones 1754 (2007), 1783 (2007), 1813 (2008), 1871 (2009), 1920 (2010), 1979 (2011), 2044 (2012) y 2099 (2013) de la ONU sobre la organización de un referéndum para el pueblo saharaui bajo los auspicios de la misma.
Argelia apoya el Sáhara Occidental en nombre de los derechos de los pueblos a la libre determinación y la inviolabilidad de las fronteras coloniales. Su posición oficial es "que no tiene reclamos territoriales sobre el Sáhara Occidental, que no es parte interesada en el conflicto entre la RASD y el reino de Marruecos, y que su apoyo a los separatistas saharauis es de sus principios de ayuda a todos los pueblos que luchan por la descolonización de su país en todo el mundo". Argelia reafirma, con cada ataque de los medios, que no le preocupa el conflicto y que se contenta con apoyar las resoluciones de la ONU. Sin embargo, Mohamed VI persiste en sus declaraciones:

La última resolución del Consejo de Seguridad pone especial énfasis en la dimensión regional de esta disputa y destaca la responsabilidad de Argelia como parte de la disputa.
Mohamed VI, rey de Marruecos

Y esto, a pesar del hecho de que la ONU nunca ha considerado a Argelia como parte del conflicto, del lado argelino, se considera que la estrategia de comunicación marroquí tiene como objetivo hacer creer que las reclamaciones provienen de otros lugares que no son el Sáhara Occidental. Según Argel, al involucrar a Argelia, Marruecos crea la ilusión de que el pueblo saharaui se adhiere a su proyecto.

## Posiciones de otros estados y organizaciones

### Posición de la Unión Africana
La Unión Africana (antigua Organización de la Unidad Africana), aceptó como miembro a la RASD en 1982. De 1984 a 2017 Marruecos abandonó la Unión Africana por su no adhesión al principio de intangibilidad de las fronteras heredadas de la colonizaciones, siendo durante este tiempo el único país africano no miembro de la UA.
El comunicado del Consejo de Paz y Seguridad de la Unión Africana de 27 de 2015 y el informe del asesor jurídico de la Unión Africana, de 9 de octubre de 2015 sobre la legalidad de la exportación de los recursos naturales del Sahara Occidental dio a entender que llevaría a cabo acciones para defender la autodeterminación y referéndum.

### Posición de España
Tras el abandono del Sahara Occidental por parte de España en 1975, el gobierno español se había mantenido al margen de la disputa y había sido favorable a la realización de un referéndum de autodeterminación en el territorio que resolviera el futuro del mismo, siempre que este fuera acordado por las dos partes. Sin embargo, en marzo de 2022, el presidente Pedro Sánchez anunció un cambio en la opinión del Sahara Occidental, apoyando la solución del conflicto con la creación de una región autónoma dependiente de Marruecos, tal como este había propuesto en el año 2007 al Frente Polisario. Según las palabras del presidente en una carta mandada al Rey Mohamed VI, esta era la opción "más seria, creíble y realista" para el pueblo saharaui. Este cambio de guion se produjo en un contexto de entrada en vigor el 30 de abril de 2022 del convenio de cooperación bilateral en materia de seguridad y de lucha contra la delincuencia.

... España considera que la propuesta marroquí de autonomía presentada en 2007 como la base más seria, creíble y realista para la resolución de este diferendo.
Pedro Sánchez, presidente del Gobierno de España, a 14 de marzo de 2022

### Posición de los Estados Unidos
El diario nacional estadounidense The Wall Street Journal publicó un artículo el 11 de agosto de 2019 sobre el Sáhara Occidental, que establece la posición de los Estados Unidos sobre el conflicto al afirmar que "Washington no apoyaría un plan destinado a crear un nuevo estado en África".
En febrero de 2020, Israel pidió a Estados Unidos que reconociera la soberanía marroquí sobre los territorios ocupados del Sáhara Occidental si el estado árabe normalizaba las relaciones con Israel. Días después, Estados Unidos anunció que no iba a reconocer la soberanía marroquí en el territorio saharaui. En diciembre de 2020, no obstante, el presidente Donald Trump anunció que reconocería la soberanía marroquí sobre el territorio. Por otra parte, el Frente Polisario y el gobierno de la RASD denunció que no le correspondía a Trump esta decisión y denunciando la "flagrante violación" de la Carta de Naciones Unidas y de las decisiones al respecto tomadas por organizaciones y tribunales internacionales. Añadió que "la decisión de Trump no cambia en nada la naturaleza jurídica de la cuestión saharaui, ya que la comunidad internacional no reconoce la soberanía de Marruecos sobre el Sáhara Occidental, lo que sigue siendo propiedad exclusiva del pueblo saharaui”.
En la actualidad el presidente Joe Biden ha mantenido el reconocimiento de la soberanía marroquí sobre el Sahara Occidental.

### Posición de Israel
El 17 de julio de 2023 Israel se convirtió en el segundo Estado en reconocer la soberanía marroquí sobre el territorio de Sahara Occidental, posición constatada en una misiva enviada al rey Mohamed VI por parte de la oficina del gobierno de Benjamín Netanyahu. Este paso se ha dado en el marco del establecimiento de relaciones oficiales entre ambos Estados y el reconocimiento marroquí directo del Estado de Israel. Si bien, la posición israelí se ha facilitado también, al menos en parte, por el endurecimiento de la retórica del Gobierno de Argelia hacia el país hebreo, incluyendo retórica antisemita —cada vez con más frecuencia— para defender sus acciones contra la oposición argelina y contra Marruecos, sobre todo desde que el último Gobierno de Netanyahu incluyera a varios judíos de origen marroquí en su Gabinete; además de posiciones marcadamente antiisraelíes expresadas a lo largo de los años por el Frente Polisario, que en sus inicios se había inspirado por la Organización para la Liberación de Palestina.

### Posición de Francia
En julio de 2024, Francia tomó la decisión de apoyar el plan de autonomía propuesto por Marruecos para el Sahara.